# Mallobathra scoriota
Mallobathra scoriota är en fjärilsart som beskrevs av Edward Meyrick 1909. Mallobathra scoriota ingår i släktet Mallobathra och familjen säckspinnare. Inga underarter finns listade i Catalogue of Life.